# Bénoué (département)
Pour les articles homonymes, voir Bénoué (homonymie).
Le Bénoué est un département du Cameroun situé dans la région du Nord. Son chef-lieu est Garoua. Le département tire son nom de la rivière du même nom.

## Arrondissements
Le département compte 12 arrondissements :
- Baschéo
- Bibemi
- Dembo
- Demsa
- Garoua Ier
- Garoua IIe
- Garoua IIIe
- Lagdo
- Mayo-Hourna
- Pitoa
- Tcheboa
- Touroua

## Communes
Le département est découpé en 12 communes :
- Barndaké
- Baschéo
- Bibemi
- Dembo
- Garoua Ier
- Garoua IIe
- Garoua IIIe
- Gashiga
- Lagdo
- Ngong
- Pitoa
- Touroua

## Sources
- Décret n°2007/115 du 13 avril 2007 et décret n°2007/117 du 24 avril 2007